# История саратовского трамвая
История саратовского трамвая начинается с открытия концессионерами в 1887 году городской конно-железной дороги. В 1907 году конка была передана бельгийскому анонимному акционерному обществу для устройства в Саратове электрического трамвая и освещения, и первый электрический трамвай вышел на линию в 1908 году. В 1918 году трамвай был национализирован советской властью, после перехода к рыночной экономике управляется муниципальным унитарным предприятием «Саратовгорэлектротранс».

## Конка

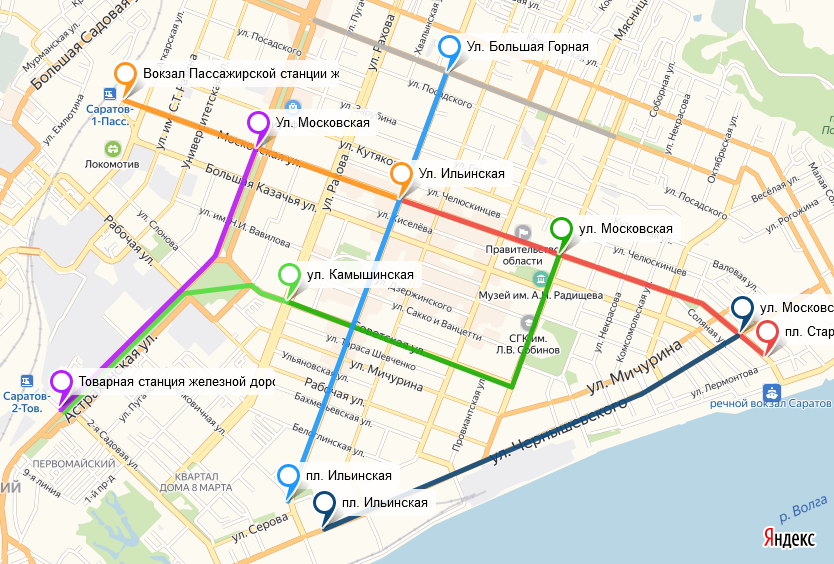
Линии конно-железных дорог г. Саратова по проекту 1885 года

Предпосылками к созданию в городе системы общественного транспорта служили быстрый рост населения города (1861 год — 74 тыс. чел., 1880—115 тыс. чел.), его территории, промышленности и торговли.
25 декабря 1885 года (ст. ст.) — Л. П. Блюммер и Н. А. Рубинский заключают с Саратовской городской управой договор на исключительное право строительства и эксплуатации грузопассажирской конно-железной дороги «пространством до 20 вёрст» в течение 40 лет на следующих линиях:
1. по улице Московской от Старособорной площади до Ильинской улицы;
2. по улице Московской от Ильинской через Московскую площадь до пассажирского железнодорожного вокзала;
3. по улице Никольской от Московской до улицы Константиновской и далее по Константиновской до улицы Камышинской;
4. по улице Константиновской от Камышинской через Полтавскую площадь до Товарной станции железной дороги;
5. по улице Большой Сергиевской от улицы Московской до Ильинской площади;
6. по улице Ильинской от Ильинской площади до улицы Большой Горной;
7. по улице Астраханской от Товарной станции до улицы Московской;
8. по улице Большой Горной.

Плата по договору была установлена:
- по 1000 руб./год первые 10 лет,
- по 1500 руб./год вторые 10 лет,
- по 2000 руб./год третьи 10 лет и
- по 2500 руб./год до конца контракта.

По завершении контракта конно-железная дорога со всем своим имуществом должна быть передана безвозмездно городу.
27 апреля 1887 года Саратовская городская Управа подписала акт о приеме в эксплуатацию конно-железной дороги в г. Саратове.
1 мая 1887 года (ст. ст.) на Пасху — открытие движения на конно-железной дороге по двум маршрутам: по Московской ул. от Старособорной (ныне Музейной) пл. до железнодорожного вокзала и по Б. Сергиевской ул. (ныне ул. Чернышевского) от Московской ул. до Александровской ул. (ныне ул. М. Горького). Вагоны ходили через каждые 10 минут с 7 часов утра и до 10 часов вечера. Плата составляла от 3 до 5 копеек и зависела от расстояния.
14 октября 1888 года (ст. ст.) — конно-железная дорога передана от Н. А. Рубинского и Н. Я. Прохорова (которому передал все свои права и обязательства Л. П. Блюммер) Акционерному обществу, учреждённому 5 февраля 1888 года, с обязательством соблюдать все требования первоначального договора с Управой от 25 декабря 1885 года. Имущество конно-железных дорог оценивается в 900 000 руб.
В 1901 году конка в Саратове размещается по адресу Московская, 119. Председатель правления — В. Ф. Голубев, директор-распорядитель и член правления — Е. В. Мельницкий. Действуют 4 линии:
1. Московская (1+2 по договору 1885 года): от вокзала до Старособорной площади. Для оплаты проезда делится на две станции: до Александровской и от Ильинской улиц.
2. Константиновская (3+4 по договору 1885 года): от пассажа Лаптева на углу Московской и Никольской по Никольской и Константиновской до Товарной станции железной дороги. Делится на станции до церкви св. Владимира на Полтавской площади и от Ильинской улицы. В дни гуляний и спектаклей эта линия сообщается и с садом быв. Сервье (современный Театр Драмы).
3. Ильинская: от Верхнего базара (угол Московской и Александровской) по Московской, Ильинской, Печальной, Б. Сергиевской улицам до Солдатской Слободки (Улеши). Станции: до Ильинской церкви и от Константиновской улицы.
4. Сергиевская (5 по договору 1885 года): по Б. Сергиевской улице от Старособорной до железнодорожного разъезда у Ильинской церкви.

| Год  | Пассажиропоток | Вид     | Источник                   |
| ---- | -------------- | ------- | -------------------------- |
| 1893 | 2 579 500      | конка   | МиС, 1997, с. 9            |
| 1896 | 3 452 000      | конка   | МиС, 1997, с. 9            |
| 1900 | 5 473 000      | конка   | МиС, 1997, с. 9            |
| 1909 | 11 011 702     | трамвай | МиС, 1997, с. 22           |
| 1916 | 26 424 082     | трамвай | расчёт по МиС, 1997, с. 40 |

Рост пассажиропотока конно-железной дороги привлекает внимание зарубежных инвесторов. Бельгийские акционерные общества вкладывали капитал в строительство трамвайных систем во многих городах Российской Империи.

## Устройство электрического трамвая
Численность населения города к 1906 году составила 190 тысяч человек и продолжала расти, Саратов входил в тройку самых значимых поволжских городов, наравне с Казанью и Нижним Новгородом.
январь 1902 года — начинаются конфиденциальные переговоры с фирмой «Ленци и Ко», предлагающей инвестировать в строительство сети электрического освещения и электрического трамвая «параллельно» линиям конки. В это же время Саратовская городская управа объявлением в «Новом времени» вызывает предпринимателей для устройства в городе Саратове Центральной Электрической станции, осветительной сети и электрического трамвая.
15 апреля 1905 года (ст. ст.) Саратовская городская управа заключает договор с бельгийским анонимным акционерным обществом «Взаимная компания трамваев» для постройки в городе центральной электрической станции, трамвая и электрического освещения.
Согласно договору, предусматривается выкуп конки и строительство следующих линий (в скобках названия улиц и мест на 2020 год):
- I. Б.-Горная: по Большой Горной от Затона до Астраханской улицы.
- II. Московская: по Московской улице от пассажирского вокзала до Казанского взвоза, по Казанскому взвозу (застроен) и параллельно Затонской улице по берегу Волги до перевозной пристани в Покровскую слободу.
- III. Константиновская: от угла Большой Горной по Никольской (Радищева), Константиновской (Советской), вокруг сквера на Полтавской площ. (Детский парк), по Астраханской до товарной станции и далее, мимо церкви, школы, на соединение с Ильинской линией на Дегтярной площади.
- IV. Сергіевская: от угла Московской, по Большой Сергиевской (Чернышевского) до Никольской (Радищева), по Никольской, Малой Сергиевской (Мичурина), Панкратьевской (Мичурина), вокруг сквера на Полтавской площади (Детский парк), по Царицынской (Слонова), мимо ипподрома до пассажирского вокзала.
- V. Ильинская: от Большой Горной по Ильинской (Чапаева), Печальной (Серова), Садовой, Большой Сергиевской через Дегтярную площадь, Солдатскую слободку (Улеши), до строющейся церкви на площади Солдатской слободки (Казанская церковь).
- VI. Астраханская: от Полтавской площади по Астраханской до православного Воскресенскаго кладбища.
- VII. Бабушкинская: с берега Волги от пассажирских пароходных пристаней по Бабушкину взвозу, мимо коммерческого клуба (Дом работников искусств, быв. Дом офицеров), по Армянской (Волжской) и Никольской до пассажа (угол Радищева и Московской).
- VIII. Александровская: от угла Большой Горной по Александровской (Горького), до Александровской земской больницы (2-я горбольница).
- Запланировано строительство Дачной линии на Кумысную поляну, но детали этой линии ещё не были определены.

Также в договоре отмечается, что трассировки линий примерные и могут быть изменены в ходе подготовки технического проекта.
28 октября 1906 (ст. ст.) — договор между Саратовской Городской Управой и бельгийским акционерным обществом утвержден Министерством Внутренних Дел империи.
17 марта 1907 года (ст. ст.) «… уполномоченным Бельгийского общества представлен технический проект по устройству трамвая и электрического освещения. Проект должен быть рассмотрен в течение двух месяцев. Бельгийцы просили разрешить им работы немедленно, указывая, что в противном случае в 1907 году они не будут окончены»
18 марта 1907 года (ст. ст.) конка передана Бельгийскому обществу, что сопровождалось забастовками рабочих и служащих, спровоцированных более жёсткими требованиями новых начальников. К примеру, не только семьям, но и самим служащим было запрещено проезжать бесплатно, а сами служащие нанимались не по штату, а как подённые, что уменьшало обязанности компании по отношению к служащим.

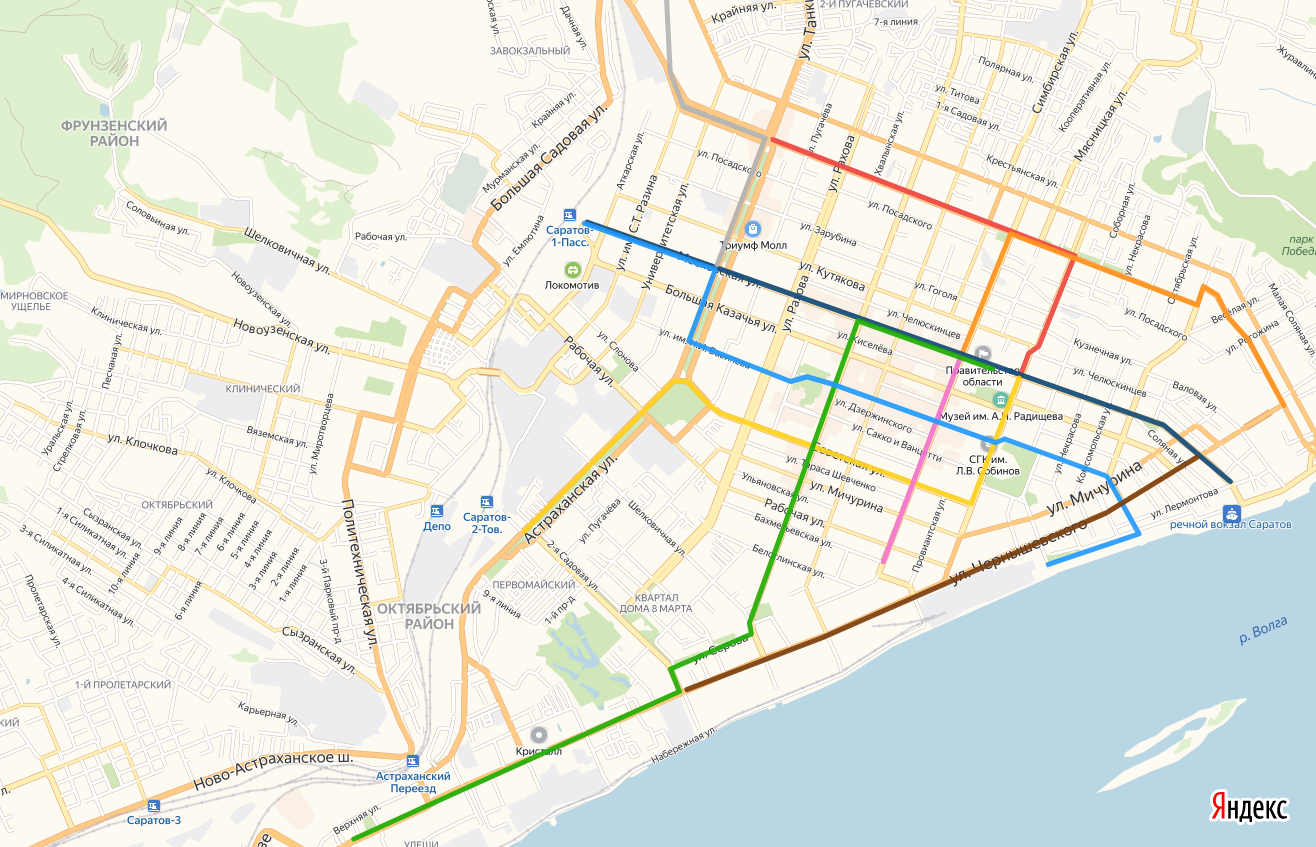
Линии Саратовского трамвая по проекту 1907 года

После длительных переговоров 5 июля (ст. ст.) городская управа подписала технические условия, и к 9 октября (ст. ст.) Губернское правление подписало все чертежи и технические планы трамвая. Уже в августе 1907 начаты укладка трамвайного пути по Ильинской улице и строительство Центральной Электростанции на углу Астраханской и Б. Казачьей.

### 1908 год
В течение года ведётся строительство центральной электростанции, трамвайных линий и осветительной сети.
5 октября (ст. ст.) состоялся пробный пуск Немецкой линии, пассажирами стали члены дирекции трамвая и городской управы. Произошла авария: из-за перегоревшего предохранителя у вагона отказали тормоза, он скатился под уклон Полицейской улицы до Миллионной и пробежал полверсты по Миллионной прежде, чем остановился. Жертв и разрушений не было. В результате движение по Немецкой линии было разрешено только до начала крутого спуска Полицейской улицы.
6 октября (ст. ст.) регулярное трамвайное движение было открыто. С утра продолжалась обкатка, а с 3 часов дня в вагоны пустили пассажиров.
9 октября (ст. ст.) Управа разрешила движение по всей Немецкой линии от Вокзала до Волги.
30 октября (ст. ст.) открыто движение по Московской линии (без письменного разрешения управы).
11 декабря (ст. ст.) открыто движение по Ильинской линии с пересадкой через пути Р. У. Ж. Д. на Печальной улице.

### 1909 год
2 марта (ст. ст.) — заключен дополнительный договор городской управы и бельгийской компании о строительстве Дачной линии и некоторым вопросам тарификации проезда в трамвае.
25 июня (ст. ст.) — открыто движение по Константиновской линии.
29 июля (ст. ст.) — открыто движение по 1-й Горной линии.
30 июля (ст. ст.) — открыто движение по 2-й Горной линии.
18 августа (ст. ст.) — открыто движение по Кладбищенской и Сергиевской линиям.
29 октября (ст. ст.) — открыто движение по Александровской линии.
Таким образом, спустя год после открытия движения, к концу октября 1909 года, в городе действуют 9 трамвайных линий протяжённостью в 33 версты (35,2 км), на этих линиях осуществляют движение 55 двухосных моторных вагонов завода Ragheno (г. Мехелен), линии обслуживают 90 кондукторов и 27 контролёров, дневная выручка составляет 1500—1600 руб. За весь год перевезено 11 011 702 человека, выручка от трамвая 414 318 руб., от освещения 50 700 руб.

### 1910 год

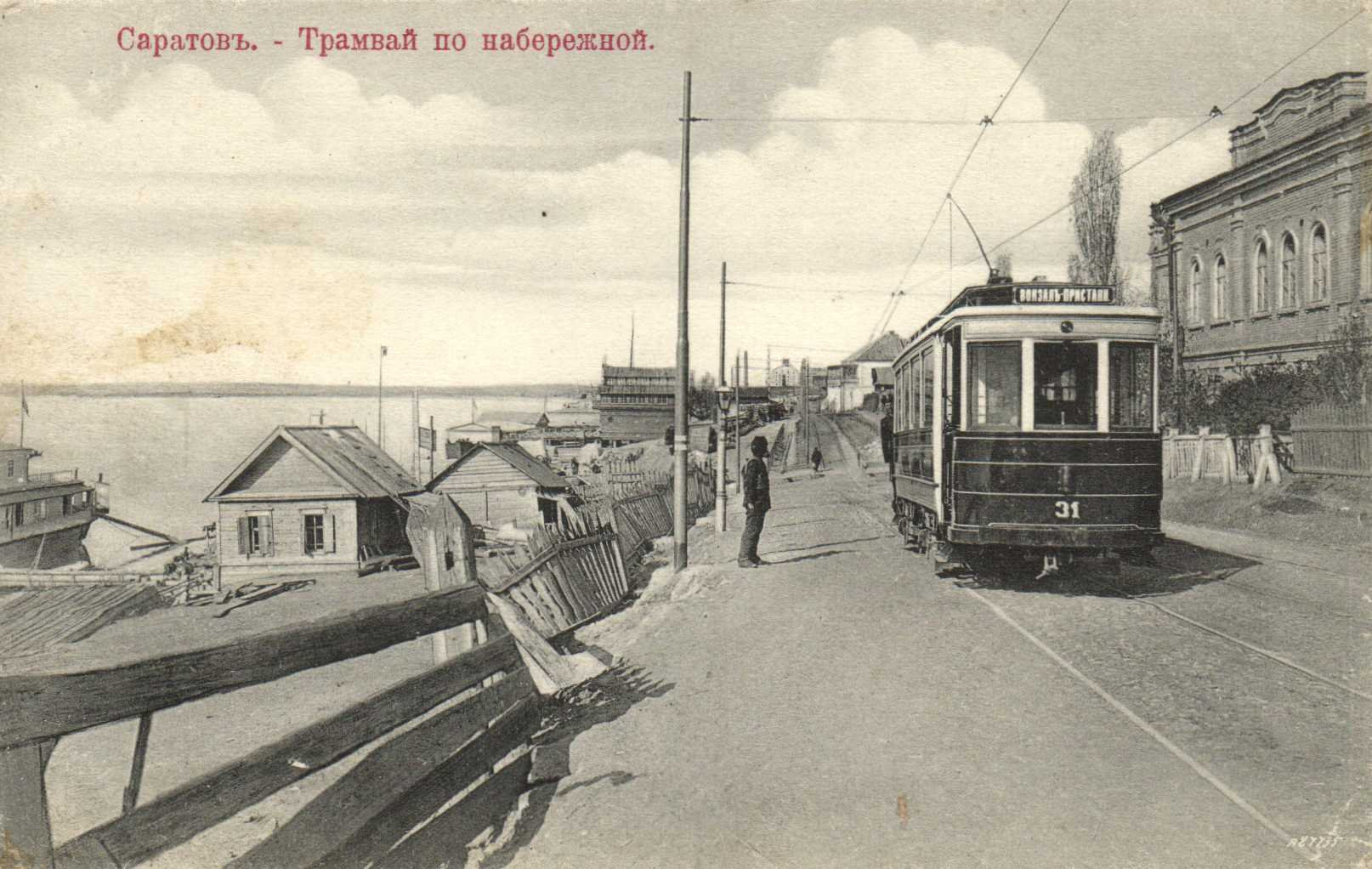
Трамвай Немецкой линии на Миллионной (Набережной)

Путеводитель «Саратов в кармане» за 1910-й год приводит следующие данные по трамваю в Саратове:

Линия трамвая.
Скорость в городе должна быть не более 15 и не менее 12 вёрст в час, а вне города не менее 20 вёрст в час.
- 1. Горная: от Астраханской по Б.Горной до Никольской и далее по Никольской до угла Московской (Окружный суд) (открыта 29 июля 1909 года)
- 2. 2-я линия Горная: от угла Затонской и Соляной площади до Б. Горной, по Б. Горной до Александровской, по Александровской до угла Московской. (открыта 30 июля 1909 года)
- 3. Московская: от пассажирского вокзала по Московской улице мимо Старого Собора по Часовенному взвозу до перевозной пристани в слоб. Покровскую. (открыта 30 октября 1908 года)
- 4. Константиновская: от угла Московской по Никольской, Константиновской, по сторонам Полтавской площади (не по диагонали) по Астраханской до товарной станции. (открыта 25 июня 1909 года)
- 5. Александровская: от угла Московской и Александровской, по улицам: Александровской с круговой линией вокруг театра, М. Сергиевской, Вольской, Бахметьевской, Камышинской, Шелковичной, Жандармской до полотна Ряз.-Ур. ж.д. (открыта 29 октября 1909 года)
- 6. Ильинская: от Верхнего базара между Александровской и Никольской по Московской, Ильинской, через Ильинскую площадь, по Печальной, Садовой, Б. Сергиевской и Солдатской слободке до церкви в Солдатской слободке. (открыта 11 декабря 1908 года)
- 7. Немецкая: от Бабушкина взвоза по берегу пристани Волги до Полицейского взвоза, по улицам: Полицейской, Армянской, Немецкой, Митрофановской площади, Михайловской, Астраханской со стороны Технического училища до Московской, по Московской до пассажирского вокзала. Все вагоны этой линии в течение всего года должны курсировать до пассажирского вокзала. Таким образом конечные пункты этой линии будут считаться с одной стороны пассажирский вокзал, с другой, во время навигации — берег Волги у Бабушкина взвоза, а зимой угол Б. Сергиевской и Полицейской. (открыта 9 октября 1908 года)
- 8. Сергиевская: от угла Московской и Б. Сергиевской по Б. Сергиевской с поворотом у Александровской больницы на Белоглинскую и далее по Ильинской до Ильинской площади. (открыта 18 августа 1909 года)
- 9. Астраханская: (кладбищенская) от Московской по Астраханской до Воскресенского кладбища. (открыта 18 августа 1909 года)

Плата за проезд.
Примечание: деньги за взятые билеты на поездах, которые остановились по разным причинам, возвращаются обратно пассажирам.
В 1-м классе то есть внутри вагона по каждой из вышеуказанных линий взимается 5 коп. за все или часть расстояния линии.
Во 2-м классе то есть на площадке вагонов по линиям: обоим Горным, Александровской, Сергиевской и Астраханской за проезд по каждым из переименованных взимается 3 коп. за все или часть расстояния линии.
Линии же Московская, Константиновская, Ильинская и Немецкая для проезда 2-м классом, то есть на площадке, делятся каждая на 2 станции следующим порядком:
- Московская от берега Волги до Ильинской улицы и от Никольской до пассажирского вокзала и также конечные пункты для обратного пути;
- Константиновская — от Биржи до Полтавской площади, до товарной станции, также обратно.
- Ильинская — от Александровской улицы до Ильинской улицы и от Константиновской улицы до Солдатской слободы и те же конечные для обратного пути.
- Немецкая — с берега Волги (от Бабушкина взвоза) до Ильинской улицы и от Вольской до пассажирского вокзала также обратно.

За проезд каждой из станций взимается 3 копейки во 2-м классе.
При чём пассажир, проехавший первую станцию и пожелавший ехать следующую станцию, доплачивает 2 копейки, о чём пассажир должен заявить кондуктору, не выходя из вагона.
После 10 часов вечера все пассажиры платят двойную плату, кроме пассажиров, отъезжающих от Народного театра, для которых двойная плата устанавливается с 12 часов.
Саратовский трамвай принадлежит Бельгийскому Обществу, как вообще все русские трамвайные дела обыкновенно принадлежат крупным бельгийским трестам и синдикатам.
Вся постановка трамвайного дела в России требует реорганизации. Правда большинство крупных городов закабалены у бельгийцев на многие годы. Но следовало бы позаботиться о том, чтобы там, где это возможно, изменить постановку.
Саратовский трамвай вместе с электрическим освещением обходится бельгийцам в 7 миллионов рублей, а потому этот трамвай считается первым не только на Волге, но и далеко за пределами таковой.
Управление электрической железной дороги (трамвай), Московская ул., с.д., тел. 1-40

Уже после выходя этого путеводителя, 5 июня или 5 июля (ст. ст.) — открыто движение по Дачной линии до Трофимовского разъезда.
29 июля (ст. ст.) — Дачная линия открыта на всём протяжении до Кумысной поляны. Вклад трамвая остался в топонимике города — жилые микрорайоны носят названия, происходящие от нумерации остановок Дачной линии — 3-я Дачная, 5-я Дачная, 6-я Дачная и т. д. до 11-й Дачной.
30 сентября на трамвайно-железнодорожном пересечении на Печальной улице товарный поезд из 15 вагонов столкнулся с трамваем, полностью разбив вагон. Из десяти пострадавших пассажиров один скончался. Столкновение произошло из-за незакрытого переезда и превышения установленной скорости поездом.
В 1911 году трамвай ходит с 6 часов утра летом и с 7 часов зимой до 10 часов вечера со скоростью от 12 до 15 вёрст в час по городу и от 20 вёрст в час за городом. Названия линий те же, что и в 1910 году. Действует чрезвычайно запутанная система пересадочных билетов, запомнить которую практически невозможно.
К 1913 году выработка электроэнергии на ЦЭС достигла 5,5 млн кВт×ч за год.

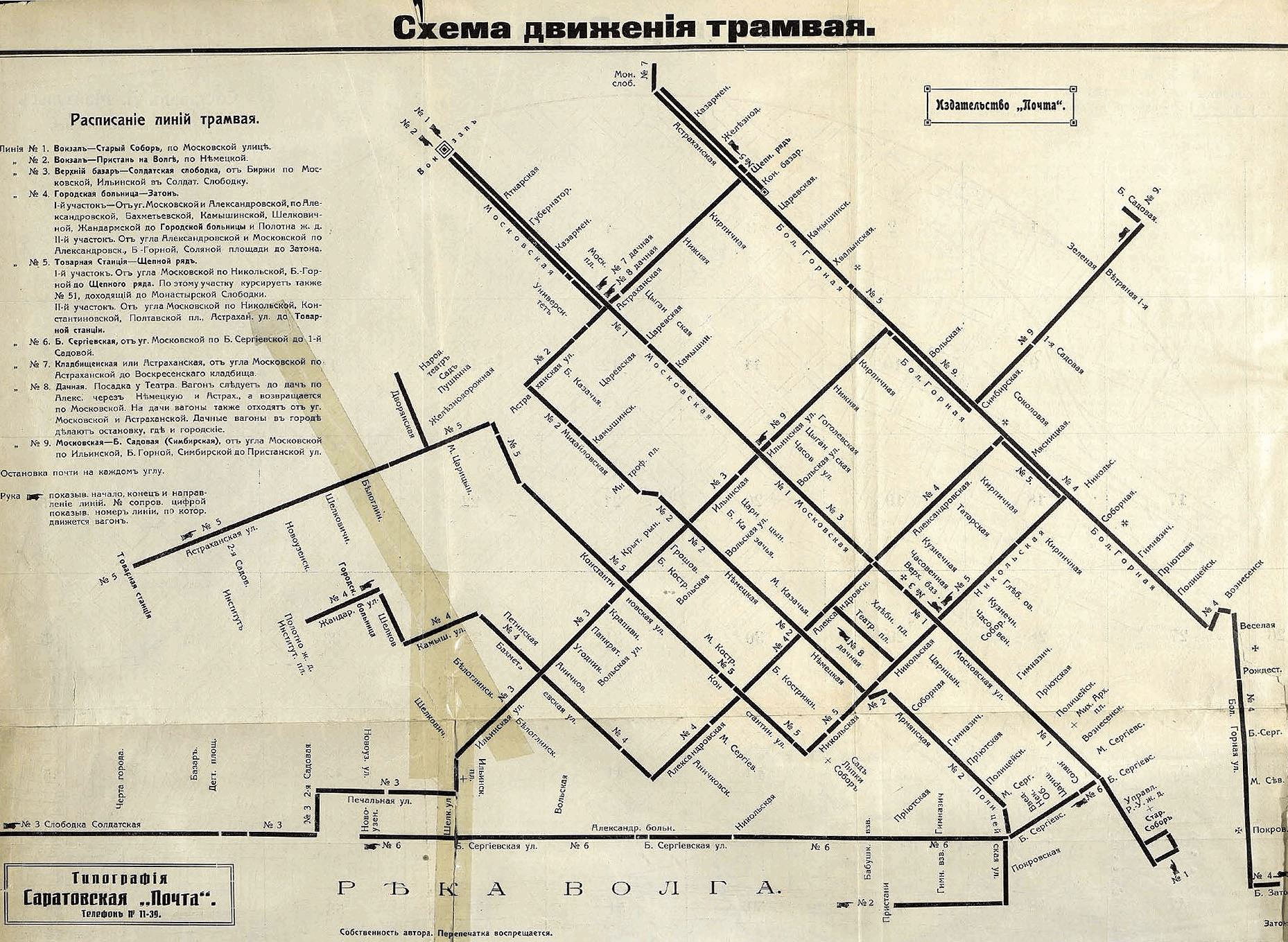
Схема Саратовского Трамвая на 1916 год

## Трамвайная система в годы Первой мировой и Гражданской войн (1914—1921 гг.)
В связи с Первой мировой и Гражданской войнами и экономической политикой военного коммунизма трамвай и Центральная электрическая станция испытывают трудности с запасными частями, топливом и материалами. Мобилизация опытных кадров предприятия вносит беспорядок и расстройство в трамвайное хозяйство.
В 1916 году в городе действовали следующие трамвайные линии:
№ 1. Вокзал—Покровская пристань по Московской улице
№ 2. Вокзал—Пристань по Скобелевской (быв. Немецкая) улице.
№ 3. Верхний базар—Солдатская слободка по Ильинской, Печальной, Б. Сергиевской улице.
№ 4. Московская—Б. Горная по Б. Горной улице.
№ 4. Московская—полотно Р.У.Ж.Д по Александровской улице.
№ 5. Астраханская—Московская по Б. Горной.
№ 5. Московская—Товарная станция по Константиновской улице.
№ 6. Московская—Ильинская по Б. Сергиевской улице.
№ 7. Московская—Кладбище по Астраханской улице.
№ 8. Дачная
№ 9. Ильинская—Пристанная по Симбирской улице.
В 1917 году отдача дизелей ЦЭС составила лишь 75 %, выработка электроэнергии — 2,7 млн кВт×ч (48,6 % от 1913 года).
7 августа 1917 (ст. ст.?) выпуск моторных вагонов на линию падает с 34 до 22—24 единиц (при норме 69 вагонов).
18 января 1918 года (ст. ст.?) общее собрание работников трамвая в связи с отказом дирекции исполнить требования профсоюза просит городское управление секвестировать предприятие. На следующий день, 19 января (ст. ст.?), Исполком Саратовского совета рабочих, крестьянских и солдатских депутатов, принимая во внимание решение Совета городских комиссаров, постановляет конфисковать трамвай у Бельгийского акционерного общества в пользу города. Директор трамвая Ю. Ф. Де Вильде снят с должности. К моменту конфискации трамвая из 69 моторных вагонов на ходу менее 10, из 18 прицепных пассажирских на ходу 7, из 20 грузовых — 12.
21 января 1918 года (ст. ст.?) — начальником трамвая назначен Алексей Михайлович Золин (из служащих флотилии при станции «Увек»). Одной из первых мер становится повышение тарифов с 22 января (ст. ст.?):
- за проезд в трамвае как на площадке, так и внутри вагона до 15 коп. для граждан и 10 коп. для солдат;
- за проезд по Дачной линии на 200 % (в три раза) выше основной ставки;
- за электрическую энергию до 50 коп. за кВт×ч и для предприятий до 35 коп. за кВт×ч.

22 февраля 1918 года электрическое освещение и трамвай выделены в особый отдел Совета городских комиссаров. Начальником назначен А. М. Золин, при отделе организован технический совет из специалистов-транспортников.
20 августа 1918 прекращено ночное движение трамвая.
25 сентября начальником трамвая назначен Михаил Иванович Усанов.
9 февраля 1919 года по решению городского исполкома «ввиду катастрофического положения с жидким топливом» прекращено уличное электрическое освещение, движение трамвая сокращено.
Наконец, в июле 1919 года было полностью прекращено пассажирское движение с целью сохранить остатки ресурса изношенного оборудования. Отпуск электроэнергии рядовым потребителям прекращается в 11 часов вечера, кроме радиостанции, вокзала, Управления Р. У. Ж. Д., водопровода, почты, телеграфа, штаба 4-й армии и некоторых других важнейших структур. При этом грузовое движение сохраняется, производятся также перевозки раненых: в июне — 8.615, в июле уже 15.889, в августе — 11.146, в сентябре — 8.375 раненых.
По состоянию на 17 августа 1920 года имелось:
- 2.800 абонентов ЦЭС суммарной мощностью 900 л. с.;
- моторных вагонов на ходу — 22;
- прицепных пассажирских — 3;
- санитарных (для перевозки раненых) вагонов — 2;
- грузовых платформ — 19;
- трамвайного пути 70 вёрст.

Перевозятся раненые, топливо, материалы, различные имущества, вывозятся нечистоты.
По докладу начальника технической службы на 28 декабря ходовых:
- моторных вагонов — 15;
- прицепных вагонов — 3;
- санитарных — 2;
- грузовых платформ — 19;
- цистерн — 2;

В ремонте находится 59 единиц подвижного состава. Трамвайный путь изношен и нуждается в капитальном ремонте, контактный провод — в практически полной замене.
2 декабря — начальником трамвая назначен Василий Фёдорович Бабушкин.
В 1921 году произошёл пожар в депо (Б. Казачья, 110), сгорела крыша.
14 июля 1921 В. Ф. Бабушкин снят с должности начальника трамвая и 18 июля начальником назначен Василий Дмитриевич Петров.

## Восстановление трамвая и дальнейшее его развитие (1921—1941 гг.)
С 1 августа 1921 года началось восстановление трамвайного хозяйства. При этом использовались элементы демонтированной трамвайной системы города Кременчуга. На этом этапе происходило возобновление трамвайного движения на сети 1916 года, строительство вылетных линий в старые и вновь строящиеся районы города, замена подвижного состава и увеличение числа вагонов в хозяйстве.
1 августа 1921 года было возобновлено пассажирское движение.
За 1921—1925 годы были восстановлены следующие маршрутные линии:
- От Музейной площади до Улешей (Заводская ул.). Ул. Ленина, ул. Чапаева, ул. Серова, 2-я Садовая ул., ул. Чернышевского — присвоен № 1
- От ул. Ленина до Центрального колхозного рынка. Ул. Радищева, Б. Горная ул. — присвоен № 2
- От Музейной площади до Улешей (Заводская ул.). Ул. Ленина, ул. Чернышевского — присвоен № 3
- От ул. Ленина до 10-й Дачной. Ул. Ленина, Б. Горная ул., Красноармейский тракт, ул. Международная, ул. Гвардейская, ул. Зеленогорская — присвоен № 4
- Кольцевой Астраханская ул., кольцо: Советская ул., ул. Чапаева, Михайловская ул. — присвоен № 5
- От железнодорожного вокзала до Бабушкинского взвоза Ул. Ленина, Астраханская ул., Михайловская ул., ул. Немецкая, ул. Волжская, ул. Октябрьская, набережная Космонавтов — присвоен № 6
- От Крытого рынка до 3-й Дачной Кольцо: ул. Ленина, ул. Чапаева, Михайловская ул.; Астраханская ул., Б. Горная ул., Красноармейский тракт — присвоен № 7.
- От Б. Горной ул. до 1-й Сов. Больницы Ул. Горького, ул. Мичурина, Вольская ул., Рабочая ул., ул. Хользунова — присвоен № 8

Трамвайные линии были, главным образом, однопутные с разъездами, двухпутные линии были лишь на напряжённых участках (ул. Московская, Немецкая), длина трамвайных путей составляла 51,8 км.
Одним из последних 1 ноября 1925 восстановлен участок трамвайной линии по Александровской ул. (Горького) и Б. Горной ул., от Московской ул. до Астраханской ул. Маршрут 2-й Горной линии восстановлен в прежней схеме и проходит по Александровской ул. в пос. Затон, а маршрут 1-й Горной линии проходит по Никольской ул.
12 октября 1922 начальником трамвая назначен Дмитрий Васильевич Гордеев.
Между 1924 и 1930 гг. происходит утепление «бельгийских» вагонов, делаются закрытые площадки.
К 1926 году закончен капитальный ремонт дизелей ЦЭС. На ходу 61 моторный вагон, выпуск на линию — 49—52 единицы. Получена первая партия в 13 штук вагонов типа Х Мытищинского завода.
В 1926 году начинается сооружение трамвайного депо на 60 двухосных вагонов стоимостью 600 000 руб. (впоследствии Кировское трамвайное депо, иначе депо № 1).
8 ноября 1926 введена в строй Клиническая линия в пос. Агафоновку протяжённостью 6.053 м. Трасса маршрута пролегла от Астраханской по Рабочей, Степана Разина, Новоузенской, Б. Садовой мимо клиник Университета, 1-му Беговому проезду, ул. Клочкова. Над железной дорогой построен путепровод. Организован маршрут:
- № 9 «Крытый рынок — посёлок Агафоновка»

12 сентября 1928 года начальником трамвая назначен Константин Иванович Денисов.
За 1929 год от показателей 1923—1924 гг.:
- выработка электроэнергии возросла на 261 %,
- количество энергопотребителей — на 116,2 %,
- пассажироперевозки — на 381 %,
- количество вагонов — на 240 %.

В 1929 году построена Пролетарская линия по ул. Крайней, Огородной к пл. Орджоникидзе (завод сложных молотилок) протяжённостью 4.125 м от разъезда с Клинической линией. Линия построена в 28 дней вместо 45 запланированных, строительство стоило 64 тыс. руб. вместо 73 тыс. руб. по плану.

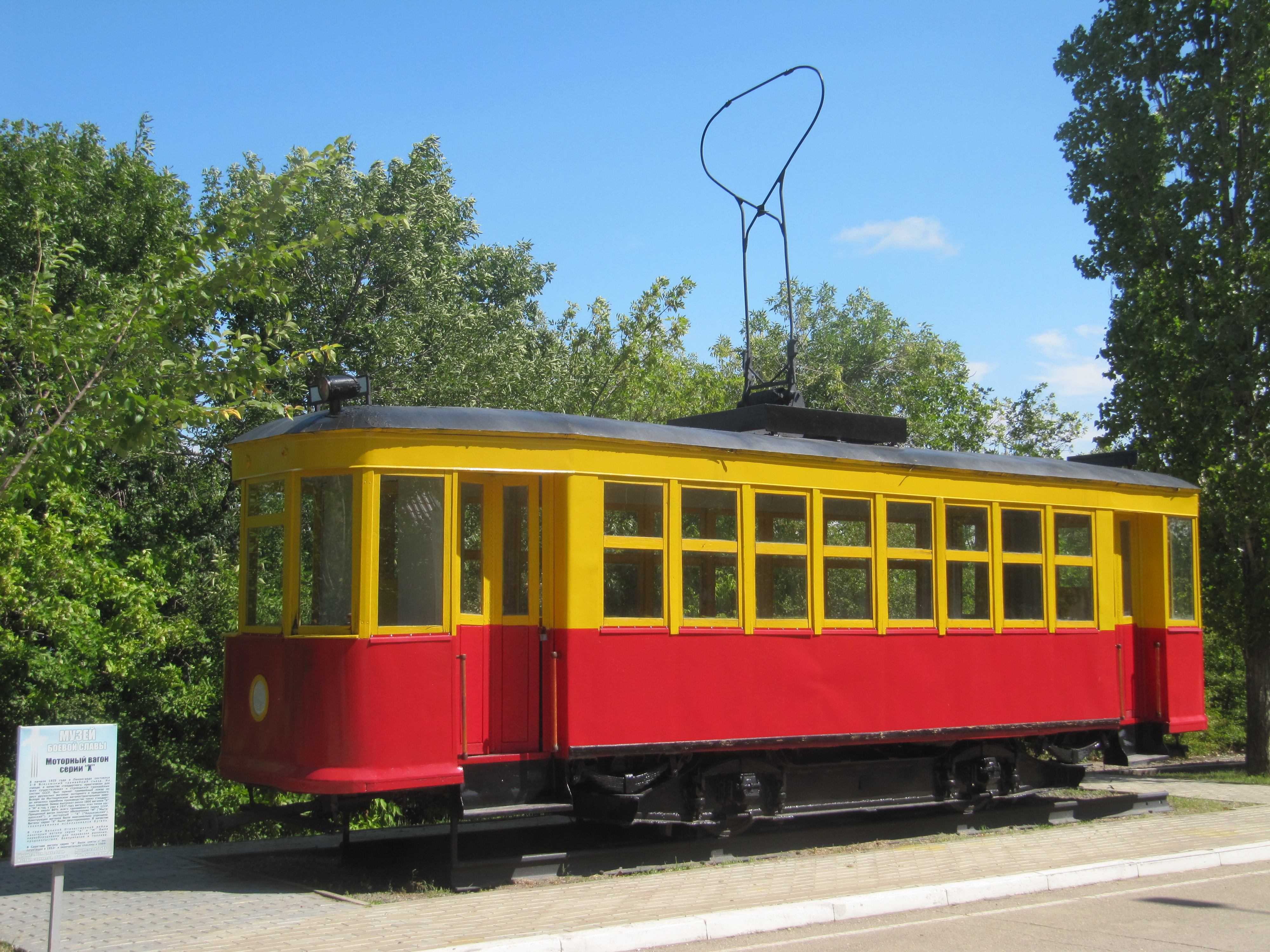
Вагон серии Х, экспонат Музея трудовой и боевой славы в Парке Победы

Пролетарская линия введена в эксплуатацию 25 августа, организован маршрут
- № 10 «Крытый рынок — Пролетарский поселок».

12 марта 1929 К. И. Денисов снят с должности начальника трамвая и 1 апреля — начальником трамвая назначен Сергеев (имя и отчество в источнике не указаны).
К январю 1930 проведена пермаршрутировка линий. Дневная выручка возросла с 4096 руб. до 4584 руб. Примерно в этом же году было окончательно решено не восстанавливать линию по Симбирской улице.
20 ноября 1930 — начальником трамвая назначен Спиридон Васильевич Зельский.
В 1931 году завершено строительство трамвайной линии к строящемуся заводу комбайнов (по ул. Орджоникидзе от ул. Чернышевского до пл. Орджоникидзе). Продлены маршруты:
- № 1 «Музейная площадь — площадь Орджоникидзе» (по ул. Чапаева)
- № 3 «Музейная площадь — площадь Орджоникидзе» (по ул. Чернышевского)

24 апреля 1931 года начальником трамвая назначен Александр Яковлевич Авилкин.
1932 год — начата переделка контактной сети со штангового токосъёма роликом на бугельный токоприёмник.
По справочнику 1932 года в городе действуют следующие трамвайные маршруты:
- А. — «Вокзал — Правление РУжд».
- Б. — «Вокзал — Пристани»
- В. — «Вокзал — Завод комбайнов»
- Г. — «Красноармейская слобода — Завод комбайнов»
- 1. — «Завод комбайнов — Правление РУжд»
- 2. — «Рынок — Пролетарская слободка»
- 3. — «Верхний базар — Затон»
- 4. — «Красноармейская слобода — Верхний базар»
- 5. — «Верхний базар — Товарная станция»
- 6. — «Верхний базар — 1-я советская больница»
- 7. — «Завод Комбайнов — Правление РУжд» по Чернышевской улице
- 8. — «Красноармейская слобода — Пристани»
- 9. — «Митрофаньевский базар — Клинический городок»
- 10. — «Ленинская площадь[a] — Большая Поливановка»

31 октября 1932 года в 8 часов утра у Покровской улицы (Лермонтова) произошла крупная авария. Вагон № 25 столкнулся с поездом из вагона № 75 и прицепок №№ 22 и 5. Разбиты площадки прицепок, убыток составил около 15 тыс. руб.
6 ноября 1932 года открыта новая линия в Сельскохозяйственный городок от Б. Горной ул. до Сельскохозяйственного института по Астраханскому пер. (ныне ул. Танкистов). С открытием новой линии организован маршрут
- № 12 «ул. Радищева — СХИ» (по Б. Горной ул.)

12 ноября 1932 А. Я. Авилкин снят с должности начальника трамвая и 1 декабря начальником назначен Николай Александрович Бондарь.
1 ноября 1933 года открыта новая трамвайная линия от пл. Орджоникидзе до завода Крекинг по улицам Барнаульской и Энтузиастов. Организован маршрут № 2 «площадь Орджоникидзе — завод Крекинг (Акмолинский проезд)».
9 марта 1934 начальником трамвая назначен Алексей Сергеевич Васильев, Н. А. Бондарь снят с должности начальника трамвая 13 апреля.
В 1934 году на действующих трамвайных линиях организован новый маршрут:
- № 14 «Железнодорожный вокзал — Музейная площадь» (по ул. Ленина).

#### 1935 год
Установлена следующая схема маршрутов, все линии имели названия:
- № 1 — Чапаевская — «Музейная площадь — площадь Орджоникидзе»: Музейная пл., ул. Ленина (Московская ул.), ул. Чапаева, ул. Серова, 2-я Садовая ул., ул. Чернышевского, ул. и пл. Орджоникидзе.
- № 2 — Крекингская — «Площадь Орджоникидзе — Акмолинский проезд»: площадь Орджоникидзе, 7-я Нагорная ул., Барнаульская ул., просп. Энтузиастов.
- № 3 — Чернышевская — «Музейная площадь — площадь Орджоникидзе»: Музейная площадь, ул. Чернышевского, ул. и пл. Орджоникидзе.
- № 4 — Дачная — «Ул. Ленина — Кумысная Поляна»: Астраханская ул., Б. Горная ул., проезд, Красноармейский тракт (проспект 50 лет Октября), ул. Гвардейская, ул. Зеленогорская.
- № 5 — Сенная — «Центральный Колхозный рынок — Музейная площадь»: Астраханская ул., ул. Ленина (Московская ул.).
- № 6 — Кировская — «Железнодорожный вокзал — Волга (Бабушкин взвоз)»: ул. Ленина (Московская ул.), Астраханская ул., Михаловская ул. (ул. Вавилова), площадь и проспект Кирова, ул. Волжская, ул. Октябрьская, наб. Космонавтов.
- № 7 — Красноармейская — «3-я Дачная — Крытый рынок»: Красноармейский тракт (проспект 50 лет Октября), Б. Горная ул., Астраханская ул., кольцо: ул. Ленина (Московская ул.), ул. Чапаева, пл. Кирова, Михайловская ул. (ул. Вавилова).
- № 8 — Кооперативная — «ул. Ленина — 1-я сов. больница»: ул. Горького, ул. Мичурина, Вольская ул., Рабочая ул., ул. Хользунова.
- № 9 — Пролетарская — «Крытый рынок — Пролетарский пос.»: кольцо: Советская ул., ул. Чапаева, пл. Кирова, Михайловская ул.; Астраханская ул., ул. Рабочая, ул. Степана Разина, ул. Новоузенская, ул. Большая Садовая, 1-й Беговой проезд, Политехническая ул., ул. Огородная.
- № 10 — Клиническая — «Крытый рынок — Октябрьский посёлок (Агафоновка)»: кольцо: Советская ул., ул. Чапаева, пл. Кирова, Михайловская ул.; Астраханская ул., ул. Рабочая, ул. Степана Разина, ул. Новоузенская, ул. Большая Садовая, 1-й Беговой проезд, Политехническая ул., ул. Клочкова.
- № 11 — Советская — «Музейная площадь — Саратов-2»: Музейная площадь, ул. Ленина (Московская), ул. Чапаева; площадь Кирова, Михайловская ул./ обратно Советская ул.; Астраханская ул.
- № 12 — СХИ — «Ул. Радищева — СХИ»: ул. Радищева, Б. Горная ул., Астраханская ул., Астраханский пер. (ныне ул. Танкистов), ул. Осипова.
- № 13 — Затонская — «Ул. Ленина — поселок Затон»: ул. Горького, Б. Горная ул., Вознесенская ул., Б. Горная ул., ул. Хвесина, М. Горная ул., Большая Затонская ул.
- № 14 — Ленинская — «Железнодорожный вокзал — Музейная площадь»: ул. Ленина (Московская ул.), Музейная площадь

апрель 1935 — первая утрата, снята однопутная трамвайная линия по Советской и Радищевской улицам от проспекта Кирова до ул. Чапаева.
При этом к 1935 году (в источнике: «в начале 30-х») построены:
- ртутно-выпрямительная подстанция № 1 мощностью 200 кВт на Дегтярной площади;
- подстанция Крекингской линии;
- 2 подстанции Дачной линии;
- (после 1931 года) трамвайная линия к СХИ (от ул. Астраханской по Астраханскому пер. и продолжающей его дороге к Северному военному городку);
- (после 1931 года) трамвайная линия к заводу Крекинг имени Кирова (от пл. Орджоникидзе).

Реконструирована контактная сеть: опоры (столбы) в межпутье заменены подвесом КС на гибких поперечинах (растяжках) к опорам по краям проезжей части улиц, что позволяло без перекладки рельсов использовать вагоны шириной 2,5 м против прежнего габарита 2,2 м.
31 декабря 1935 года — у Товарной станции железной дороги вместо оборотного тупика сооружено кольцо, что позволило выпустить на 11 маршрут сцепы из двух и более вагонов.
к 3 января 1936 года — окончено строительство трамвайного депо на углу улиц Кирпичной (Посадского) и Ст. Разина (впоследствии Кировское трамвайное депо, иначе депо № 1), начатое в 1926 году. Депо рассчитано на 140 двухосных 10-метровых трамвайных вагонов (тип Х), содержит 6 канав и 3 тыс. м. парковых путей.
1 октября 1937 года пущен новый трамвайный маршрут
- № 15 «Железнодорожный вокзал — площадь Орджоникидзе».

13 сентября 1937 А. С. Васильев снят с должности начальника трамвая и 14 сентября начальником назначен Даниил Сергеевич Волхонский.
В 1938 году начинает работать Анна Петровна Григорьева, впоследствии ветеран трудового фронта. Её стаж закончился в 1989 году и составил 51 год.
27 июня 1938 года — Д. С. Волхонский снят с должности начальника трамвая и 28 сентября начальником назначен Павел Гордеевич Щербаков.
К 21 ноября 1939 года прибыло оборудование стоимостью свыше 100 тыс. руб. для строящейся тяговой подстанции № 5 «в районе Верхнего рынка» (современный адрес, вероятно, Кутякова, 8): два ртутных выпрямителя и два понизительных трансформатора.
| Год  | Пассажироперевозки | Протяжённость пассажирских линий, км                | Общий пробег вагонов, км | Количество вагонов, шт                                                                               |
| ---- | --- | --------------------------------------------------- | --- | --- |
| 1927 | 23 781 674 (90 % от среднего за 1916—1917 гг.). Поездок на одного жителя в год 112 (среднее, 98 % от среднего за 1916—1917 гг.). | 51,8.                                               | 3 467 806,5 (86,6 % от среднего за 1916—1917 гг.)                                                                                                 | |
| 1933 | | 93,2 из них за 1927—1933 годы построено около 28 км | | 105 моторных, в том числе: - бельгийских — 34; - николаевских — 19; - мытищинских — 52. 42 прицепных |
| 1940 | 100 185 746 |                                                     | Среднее время полезной работы — 16,5 час./сут. Средняя эксплуатационная скорость — 13,9 км/ч                                                      | 167 Среднесуточный выпуск на линию — 135 вагонов                                                     |
| 1950 | 92 282 400 |                                                     | Коэффициент использования подвижного состава — 87,8 %. Среднее время работы на линии — 17,2 ч/сут. Средняя эксплуатационная скорость — 13,3 км/ч. | 86 моторных; 51 прицепной (пассажирский).                                                            |
| 1956 | ~158 млн. (с тремя маршрутами троллейбуса)                                                                                       |                                                     | | >200                                                                                                 |

## Во время Великой Отечественной войны
548 сотрудников трамвайного управления были мобилизованы на фронт, 54 человека погибли, 73 — пропали без вести. Трамвайное управление на собственных производственных мощностях занимается выпуском снарядов и иных изделий для нужд фронта. Несколько пассажирских вагонов (сначала 5, потом 9 поездов) переоборудованы для перевозки раненых. Вагоны-цистерны возят топливо для хлебозаводов.
В связи с мобилизацией опытных кадров в 1941 году резко сокращается выпуск на линию и объёмы ремонта подвижного состава.
1 июля 1941 для ускорения разгрузки эшелонов с ранеными принято решение исполкома облсовета о строительстве подъездных путей и кольца от станции «Саратов-II» (товарный) до линии по Астраханской улице. Сроки выполнения — к 16 июля.
4 сентября 1941 П. Г. Щербаков снят с должности начальника трамвая и 19 сентября начальником становится Николай Петрович Чиков.
В течение 1942 года периодический ремонт выполняется на четверть от потребности (59 вагонов вместо 233). Коэффициент использования подвижного состава составляет всего 38,4 %, выпуск — 59 вагонов из 102 необходимых.
10 октября начальником трамвая становится Василий Фёдорович Винокуров, 12 октября(sic!) Н. П. Чиков снят с должности начальника.

#### 1943 год
К началу года количество неисправных вагонов доходит до 70 единиц.
Январь — ЦЭС прекращает работу из-за полного отсутствия дизельного топлива и чрезмерного износа дизелей. Из 15 маршрутов на всём протяжении работает только № 12 (на СХИ), на остальных маршрутах наблюдаются частые перебои.
6 августа В. Ф. Винокуров снят с должности начальника трамвая и 14 сентября начальником становится Леонид Филиппович Молчанов.
Сентябрь — к концу месяца периодический ремонт прошли 49 вагонов.
Декабрь — к концу месяца (за IV квартал) через периодический ремонт пропущено 266(sic!) вагонов.
К началу 1944 года количество исправных вагонов удаётся довести до 98 единиц.

#### 1945 год
В течение года из 15 трамвайных маршрутов действуют лишь 9, в течение года восстановлен маршрут № 10 (в Агафоновку), таким образом, к концу года действуют:
- № 1 «Музейная площадь — площадь Орджоникидзе» (через ул. Чапаева)
- № 2 «Площадь Орджоникидзе — Акмолинский проезд»
- № 4 «Ул. Ленина — 10-я Дачная»
- № 6 «Железнодорожный вокзал — Волга (Бабушкин взвоз)»
- № 7 «3-я Дачная — Крытый рынок»
- № 10 «Крытый рынок — пос. Агафоновка»
- № 11 «Музейная площадь — Саратов-2»
- № 12 «Ул. Радищева — СХИ»
- № 14 «Железнодорожный вокзал — Музейная площадь»
- № 15 «Железнодорожный вокзал — площадь Орджоникидзе»

6 августа Л. Ф. Молчанов снят с должности начальника трамвая и 25 августа начальником трамвая снова становится Николай Александрович Бондарь.

## Замена трамвайных линий троллейбусными (1946—1968)
1946 год
К началу года из-за аварийного состояния путей бездействуют маршруты № 3, 13, 9 — полностью, № 10, 12 — частично.
Недокомплект кадров слесарей по ремонту ПС составляет 62 %, по путевым рабочим — 74 %.
В начале года из-за ремонта участков трамвайной сети изменены маршруты:
- № 10 — «Крытый рынок — ул. Клочкова» (сокращён).
- № 12 — временно отменён.

23 июня изменены маршруты:
- № 4 — «3-я Дачная — 10-я Дачная» (сокращен)
- № 5 — «Крытый рынок — Сенной рынок» (открыт по измененному маршруту)
- № 8 — «Областная библиотека — 1 сов. больница» (восстановлен прежней трассой)

1 октября — прекращаются выдачи трампарку военнопленных, дотоле работавших ежедневно по 200 человек.
6 ноября восстановлен после ремонта в сокращенном варианте трамвайный маршрут № 12 — «Центральный колхозный рынок — СХИ»
В 1947 году началась укладка второго пути на маршруте № 10.
20 июня 1948 года восстановлено по прежней трассе трамвайное движение по маршруту № 13 «ул. Ленина — поселок Затон»
В 1948 году начали поступать односторонние двухосные 10-метровые трамваи модели КТМ-1 с прицепными вагонами КТП-1.
1949 год
В город начали поступать трамвайные вагоны модели МТВ-82 Рижского вагоностроительного завода, которые стали обслуживать маршруты № 14 и 7, а потом впоследствии появившиеся № 3 и 5.
Статистические показатели за девять месяцев года:
- пассажиропоток — 59 млн;
- пробег — 6 млн км;
- средний выпуск на линию — 107 единиц.

30 июня после ремонта Б. Горной ул. полностью восстановлено движение маршрута № 12 «Ул. Радищева — СХИ» от угла ул. Ленина и ул. Радищева по Б. Горной ул. до СХИ.
28 августа также после перерыва восстановлено движение маршрутов:
- № 8 «ул. Ленина — 1-я Сов. больница» (полностью восстановлен).
- № 9 «Крытый рынок — пролетарский поселок» (восстановлен частично, 3.5 км).

2 октября состоялся перенос трамвайного движения с улицы Ленина на Цыганскую (ул. Кутякова) от Аткарской до Ст. Разина с выходом обратно на ул. Ленина по ул. Степана Разина. В связи с этим на новый участок переносится движение маршрутов:
- № 6 «Железнодорожный вокзал — Волга (Бабушкин взвоз)».
- № 14 «Железнодорожный вокзал — Музейная площадь».

### 1950-е годы
1950 год
Статистические показатели за девять месяцев года:
- пассажиропоток — 69 млн.
- пробег — 7 млн км;
- средний выпуск на линию — 115 единиц, за лето — более 120;
- капитально отремонтировано 10 км пути (план 6 км), текущим ремонтом 30 км пути (план 27 км) и 75 км контактных сетей (план 71 км).

В течение года построен дополнительный разъезд на маршруте № 12 и выпуск на него повышен с 4 до 6 вагонов.
3 марта — выделено 1 540 тысяч рублей тресту Городских электрических железных дорог за счёт централизованных капиталовложений на приобретение трамвайных вагонов.
2 ноября полностью восстановлено движение по маршруту № 9 «Крытый рынок — Пролетарский посёлок» (7 пар поездов) с удвоением пути, при этом уложено более 3 км пути и 4,5 тыс. шпал, построено оборотное кольцо, 14 водопропускных лотков и 2,5 км кюветов.
с конца сентября строился второй путь маршрута № 2 от площади Орджоникидзе до Подшипникового завода.
1951 год
В этом году происходило удвоение участков путей по 2 и 10 маршрутам. Закуплено 10 трамвайных вагонов.
К этому году (в источнике «за первую послевоенную пятилетку»):
- разобрано 3,5 км трамвайной линии маршрута № 3 по ул. Чернышевского от ул. Ленина (Московской) до 2-й Садовой[58]. В связи с ликвидацией линии полностью исключен из реестра маршрут № 3 — «Музейная площадь — площадь Орджоникидзе».
- восстановлены бездействующие с 1942 года участки маршрутов № 9, 12 (противоречит утверждению в той же книге, что в 1943 году № 12 работал на всём протяжении) общим протяжением 5,8 км[51];
- получены новые вагоны типа МТВ[51];
- тяговая подстанция № 4 переоборудована с увеличением мощности со 160 до 300 кВт[51].

6 апреля технический проект второго пути по маршрутам №№ 9 и 10 одобрен Исполнительным комитетом саратовского городского совета депутатов трудящихся.
Летом полностью восстановлено (с удвоением путей, запланированным до 15 июля) движение по маршруту № 10.
7 сентября Н. А. Бондарь снят с должности начальника трамвая и 19 сентября начальником становится Аркадий Андрианович Уваров.
16 ноября — проектное задание на перенос трамвайных путей с улицы имени Ленина на улицы Цыганская и Челюскинцев, разработанное «Гипрокоммундортрансом» МКХ РСФСР, утверждено Исполнительным комитетом саратовского городского совета депутатов трудящихся.
20 ноября горисполкомом утверждены:
- технический проект укладки двухпутной трамвайной линии по Цыганской улице в пределах кварталов между улицами Степана Разина и Астраханской, составленный Саратовским горпроектом, и смета к нему на 581 314 рублей[66];
- техно-рабочий проект трамвайного пути по Мирному переулку, составленный Саратовским горпроектом, и смета к нему на 298 273 рубля[67];
- техно-рабочий проект временного жилья для рабочих СМУ-4 треста «Коммунстрой», строящих троллейбус, составленный Саратовским горпроектом, и смета к нему на 63 485 рублей[68];

1952 год
В этом году закуплено 12 трамвайных вагонов. В связи с подготовкой к пуску троллейбусного движения в городе, поэтапно начались работы по выносу трамвайных путей с улицы Ленина на Цыганскую (Кутякова). Введена в строй новая односторонняя трамвайная линия по Мирному переулку от Михайловской (Вавилова) до Советской улицы. Проектируется удвоение пути по 12 маршруту и строительство линии в Соколовогорский посёлок (последнее не осуществлено).
С 1 июня внесены изменения в маршрутную сеть:
- № 7 «3-я Дачная — Мирный переулок» сокращён и проходит по кольцу от Астраханской по Михайловской, Мирному переулку, Советской и далее по своему маршруту.
- № 14 «Железнодорожный вокзал — Музейная площадь» от улицы Чапаева проходит по Михайловской, Астраханской (в сторону вокзала), обратно следует по Михайловской, Мирному переулку, Советской и на Чапаева (в сторону Музейной площади).

26 июля закрыт участок трамвайной сети по ул. Степана Разина, ул. Ленина от Цыганской ул. до Астраханской ул. (2 этап). Одновременно открыт перенесенный участок по Цыганской ул. от ул. Степана Разина до Астраханской ул. От Железнодорожного вокзала до Астраханской ул. проходят по Цыганской ул. маршруты:
- № 6 «Железнодорожный вокзал — Волга (Бабушкин взвоз)».
- № 14 «Железнодорожный вокзал — Музейная площадь».

28 сентября достроена вторая трамвайная линия длиной 4.5 км на отрезке от 3-й Дачной до 6-й Дачной. Организован новый маршрут № 3 «6-я Дачная — Мирный переулок» (фактически удлинённый вариант маршрута № 7).
30 декабря закончен перенос трамвайной линии на ул. Челюскинцев от ул. Радищева до ул. Чернышевского. Демонтирована оставшаяся часть трамвайных путей по ул. Ленинской от ул. Радищева до Музейной площади. С переносом трасс движении трамваев изменены маршруты:
- № 1 «Площадь Орджоникидзе — Волга» проходит по ул. Челюскинцев.
- № 11 «Ст. Саратов-2 — Волга» проходит по Челюскинцев.
- № 14 «Ж/д — Волга» проходит по Челюскинцев.

1953 год
16 апреля А. А. Уваров снят с должности начальника трамвая, начальником становится Михаил Николаевич Соколов.
17 августа в центре Саратова демонтировали трамвайные линии по проспекту Кирова, ул. Волжской, ул. Октябрьской, Набережной Космонавтов от ул. Чапаева до Бабушкина Взвоза. С закрытием трамвайной линии отменён маршрут № 6 «Железнодорожный вокзал — Волга (Бабушкин взвоз)».
10 сентября на действующих линиях организован новый трамвайный маршрут № 15 «Ж/д вокзал — площадь Орджоникидзе»
1954 год
В связи с закрытием кольца на 3-й Дачной внесены изменения в маршрутную сеть:
- № 7 — отменён.
- № 4 «6-я Дачная — 10-я Дачная» — сокращён.

К 1 ноября проложена вторая трамвайная линия по маршруту № 12.
1955 год
10 января открыт новый трамвайный маршрут № 5 «6-я Дачная — ул. Радищева» (в Центре делает разворот с Астраханской ул. на Цыганскую ул., ул. Радищева, Б. Горную ул. и на 6-ю Дачную).
1 октября — принято решение горисполкома об остановке трамвайного маршрута № 8 с 7 ноября 1955 года и снятии его линии протяжённостью 3,5 км в однопутном исчислении стоимостью 275 551 руб. в ценах 1931 года к 15 апреля 1956 года
1956 год
Трамвайный парк в городе составляет более 200 вагонов, за год перевезено (вместе с тремя троллейбусными маршрутами) около 158 млн пассажиров.
1958 год
В Саратов начали поступать трамваи модели КТМ-2 с прицепными вагонами модели КТП-2. Они обслуживали все маршруты, кроме Дачной и Затонской линии и маршрутов №№ 3 и 5.
28 августа состоялся перенос двухпутной трамвайной линии маршрутов №№ 9 и 10 на трассу Пушкинский переулок (ул. Слонова), ул. Степана Разина от Астраханской до Рабочей. Одновременно демонтирована трамвайная линия по Рабочей от Астраханской до Степана Разина.
1959 год
Получено 15 немецких двухвагонных трамвайных поездов завода «Gotha» для 15 маршрута.
23 февраля М. Н. Соколов снят с должности начальника трамвая, начальником становится Валентин Васильевич Ерастов.
22 октября открыт новый трамвайный маршрут № 6 «Управление ПривЖД — Подшипниковый завод»

### 1960-е годы
1961 год
14 ноября введена в строй новая трамвайная линия по Ул. Азина от проспекта Энтузиастов до пл. Дружбы. По новой линии открыт маршрут № 7 «Пл. Орджоникидзе — пл. Дружбы».
В Саратов начали поступать вагоны модели ЛМ-57, которых получено 30 единиц. Эти вагоны стали обслуживать маршруты № 3 и 5, а МТВ-82 с этих маршрутов начали переводить в Заводской район.
1962 год
Кировское трамвайное депо не вмещает всех вагонов (263 единицы), строится отстойный путь вдоль забора депо по ул. Степана Разина.
18 октября начальником трамвая становится Пётр Семёнович Терентьев, В. В. Ерастов снят с должности начальника 27 октября.
1963 год
В начале года принимаются решения обкома КПСС:
- о строительстве депо на 8-й Дачной (неясно, имеется ли в виду трамвайное или троллейбусное депо)[75];
- о строительстве трамвайного депо в Заводском районе[75].

Начата укладка (и закончена в 1965-м) второго пути на маршруте № 4.
Удвоен последний однопутный участок маршрута № 9 длиной около 5 км, что дает возможность пропускать по маршруту втрое больше трамвайных поездов.
1964 год
1 августа закрыта и демонтирована трамвайная ветка в сторону товарной станции «Саратов-2» по Астраханской ул. к югу от ул. Слонова. С ликвидацией трамвайной линии отменен маршрут № 11. Перед закрытием маршрут обслуживал направление от ж/д вокзала до товарной станции «Саратов-2». Кольца у станции «Саратов-2» уже не было, поэтому водитель, доехав до конца маршрута, перебрасывал дуги в обратную сторону(в вагоне были кабины водителя с обеих сторон). Строение, оставшееся от конечной трамвайной станции возле бывшего кольца, длительное время использовалась в качестве фотоателье. Снесено на рубеже XX—XXI веков, фундамент можно найти и теперь.
В ноябре проложен второй путь на маршруте № 2 в сторону от улицы Азина до нефтеперерабатывающего завода им. С. М. Кирова протяженностью около 1900 метров.
1966 год
20 февраля для удобства пассажиров продлен маршрут № 13 «Железнодорожный вокзал — пос. Затон»

## Попытки устройства скоростного трамвая (1968—1984)
1968 год
В связи со строительством автомобильного моста через Волгу Затонская линия по Б.Горной укорочена до ул. Чернышевского.
1969 год
4 июля построен путепровод, располагающийся недалеко от Торгового центра. Трамвайное полотно на ул. 50 лет Октября частично перенесено на восточную сторону проспекта.
Затонская линия по Б.Горной закрыта полностью, маршрут № 13 ликвидирован.
1970 год
Для обслуживания будущих скоростных маршрутов № 3 и 5 начали поступать новые вагоны модели ЛМ-68. Саратов получил 57 вагонов.
28 октября введено в эксплуатацию новое трамвайное депо № 2 в Заводском районе. Депо стало обслуживать маршруты № 1, 2, 7, 15.
Начало 1970-х гг.
Списаны все вагоны модели МТВ-82. Часть переделано в служебные. В ходе порезки вагонов возле заводского депо образовалась т. н. «трамвайная свалка», фотоснимки которой с соответствующими комментариями показали в телепередаче «На крючок».
1971 год
1 февраля закрыт трамвайный маршрут № 14
17 февраля введена в строй новая трамвайная линия
- 7-я Нагорная ул., Огородная ул. от Барнаульской ул. до пересечения с Ново-Астраханским шоссе.

С постройкой новой линии организован маршрут
- № 8 «Пл. Орджоникидзе — Новоастраханское шоссе (Жилучасток ГПЗ)»

1972 год
В город началось поступление трамвайных вагонов КТМ-5, которые ходят и поныне.
31 декабря в связи с расширением проезжей части на ул. Чернышевского, демонтирована трамвайная линия
- — ул. Челюскинцев от ул. Мичурина до ул. Чернышевского.

Построено оборотное кольцо:
- Ул. Мичурина, Северная ул., ул. Рамаева до ул. Челюскинцев.

С ликвидацией трамвайной линии сокращен маршрут
- № 1 «Ул. Мичурина — пл. Орджоникидзе»

1973 год
Под скоростной трамвай был построен, взамен двух старых стальных однопутных, новый широкий железобетонный мост с автомобильным и двухпутным трамвайным полотном, который связал Линейную улицу (Соколовая) с проспектом 50 лет Октября, по которому трамваи ходят и сейчас. Трамвайное полотно полностью перенесено на восточную сторону проспекта. Маршруты № 3 и 5 стали именоваться как скоростные.
1974 год
25 ноября введена в строй новая трамвайная линия длиной 6 км в Большую Поливановку
- ул. Маяковского, Новостадионная ул., Спортивная ул., Мостовая ул. от Гвардейской ул. до кинотеатра «Спутник».

С постройкой новой линии организован маршрут
- № 6 «6-я Дачная — кинотеатр „Спутник“».

Примерно этот же день закрывается трамвайный маршрут № 5.
Списаны все оставшиеся в городе вагоны модели «Х», которые обслуживали до последнего маршрут № 4, часть из них переделали в служебные. Им на замену пришли переведенные с маршрута № 3 вагоны модели ЛМ-57. Также близ этого года списаны или переделаны вагоны МТВ, списаны КТМ-1 и КТМ-2.
1975 год
С 1960 по 1975 год построена 21 тяговая подстанция трамвайно-троллейбусного энергохозяйства.
1976 год
Изменен разворот в центре города для маршрутов № 3, 9, 10.
1978 год
17 января построено оборотное кольцо в районе Детского парка. Открыты вспомогательные маршруты
- № 9а «Детский парк — Пролетарский пос.»
- № 10а «Детский парк — Октябрьский пос.»

1979 год
Полностью списаны все вагоны модели ЛМ-57. В последний день работы несколько вагонов участвовало в «прощальном туре» по многим маршрутам города (даже где они никогда не ходили) в обычном пассажирском режиме.
Проведена перенумерация подвижного состава. Ранее использовались порядковые номера, к этому времени в основном трёхзначные, отныне вагоны получают четырёхзначные номера, в которых первая цифра — номер депо: 1 — Кировское, 2 — Заводское, 3 — Ленинское (открыто в 1984). Остальные три цифры — порядковый номер вагона в депо. Для использования по системе многих единиц пары составляются отдельно из чётных и нечётных вагонов.
1980 год
14 июня открыта новая трамвайная линия в пос. Комсомольский по Фруктовому проезду и ул. Тульской от путепровода до ул. Химической. С открытием новой линии продлен маршрут № 8 «Пл. Орджоникидзе — Комсомольский пос.»
В течение года с целью повысить эксплуатационную скорость капитально реконструированы трамвайные линии 4 и 6 маршрутов от 6-й Дачной до 10-й Дачной и в пос. Поливановку соответственно. Пути уложены по щебёночному балласту на железобетонных шпалах вместо деревянных шпал по грунту. Контактный провод перевешен на продольно-цепной подвес.
1983 год
1 августа введена в строй новая трамвайная линия в Ленинском районе
- ул. Городская (ныне ул. Танкистов), Плодородная ул., ул. Городская (ныне ул. Танкистов), ул. Антонова, от ул. Осипова до Рижского проезда

С введением новой трамвайной линии организован маршрут
- № 11 «Ул. Осипова — 6-й квартал»

Также в этом году в связи с нерентабельностью отменены вспомогательные трамвайные маршруты № 9а и 10а
Списано большое число вагонов модели ЛМ-68. Оставшиеся стали ходить одновагонными составами

## От строительства депо № 3 до ликвидации чапаевской линии (1984—1997)
1984 год
1 июня введено в эксплуатацию новое трамвайное депо № 3 в Ленинском районе. Депо стало обслуживать маршруты № 11 и 12.Также открыта линия для пассажирского движения к депо
- Рижский проезд, Безымянная ул. от ул. Антонова до Депо № 3

Продлен ранее открытый маршрут:
- № 11 «Ул. Осипова — Безымянная ул.»

1986 год
Списаны последние вагоны модели ЛМ-68.
1987 год
22 мая в ленинском трамвайном депо (№ 3) открыт музей трамвайно-троллейбусного управления к 100-летию пуска городского рельсового транспорта.
1988 год
24 февраля закрыта и демонтирована (в 1989 году) линия
- — ул. Челюскинцев от ул. Радищева до ул. Мичурина

С ликвидацией линии изменен маршрут
- № 1 «Ул. Радищева — пл. Орджоникидзе» (конечная трасса проходит по: ул. Кутякова — ул. Горького — Б. Горной ул. — ул. Радищева — ул. Кутякова и далее к своей трассе).

14 сентября построены участки линии:
- спрямленная линия на пересечении ул. Городской (ныне ул. Танкистов) и ул. Осипова
- спрямленная линия на пересечении Астраханской ул. и Б. Горной ул. (линии 3 и 12)

С постройками новых участков, продлен до центра маршрут
- № 11 «Ул. Радищева — Безымянная ул.» (продлён, трасса конечной: с ул. Кутякова проходит по ул. Горького, Б. Горной ул., ул. Радищева, и снова на ул. Кутякова)

8 декабря в районе ул. Радищева изменено направление разворота маршрута № 12 «Ул. Радищева — ул. Осипова» (трасса конечной: с Б. Горной ул. проходит по ул. Радищева, ул. Кутякова, ул. Горького, и снова на Большую Горную ул.)
Июль — введена в строй новая трамвайная линия в Заводском районе по ул. Тульской от Фруктового проезда до ул. Азина. Организован новый маршрут № 5 «Пл. Дружбы — пос. Комсомольский».
1992 год
В 1992 году по объёму трамвайных перевозок СГЭТ занимает 10-е место в России.
1993 год
Парк предприятия пополнен на 10 трамвайных вагонов УКВЗ. Вагоны поступают с серьёзными недостатками, требующими доводки в депо. Завезены сваи на стройплощадке здания диспетчерской на конечной станции 5 трамвайных маршрутов (№№ 1, 2, 7, 8, 15) «пл. Орджоникидзе». Запланировано строительство трамвайной линии по улице Лебедева-Кумача.

## Новейшая история постепенного упадка системы (с 1997)
1997 год
1 сентября в центре города закрыты и демонтированы линии по улицам Чапаева, Серова, 2-й Садовой, Чернышевского, Орджоникидзе от Кутякова до площади Орджоникидзе. С ликвидацией линии в центре закрыты трамвайные маршруты №№ 1 и 15. Сразу после закрытия был организован маршрут № 1 «Железнодорожный вокзал — ул. Радищева» по улице Кутякова, который просуществовал недолго.
Односторонняя служебная ветка по Советской улице между Мирным переулком и улицей Чапаева была закатана в асфальт и окончательно демонтирована лишь в 2017 году. Примерно в это же время в центре ликвидирована линия по улице Кутякова от железнодорожного вокзала до Астраханской, часть которой осталась в качестве служебной однопутки для заезда в 1-е депо.
Маршрут № 3А «6 Дачная — ул. Радищева» был открыт как вспомогательный.
№ 11 стал разворачиваться с Астраханской по Кутякова, Горького, Б. Горной, Радищева, Кутякова, Горького, Б. Горной на Астраханскую и далее по своей трассе;
№ 12 — с Астраханской по Б. Горной, Радищева, Кутякова на Астраханскую и далее по своей трассе.
2001 год
В октябре закрыто Ленинское трамвайное депо № 3 в Солнечном посёлке, несмотря на недогруженность подвижным составом (85 вагонов при проектной мощности 140). Вагоны, обслуживающие маршруты №№ 11 и 12 переведены в Кировское депо (№ 1). Одновременно вагоны, обслуживающие маршруты №№ 9 и 10, переведены из Кировского в Заводское депо (№ 2), освободившееся от 1 и 15 маршрутов четырьмя годами ранее. После закрытия депо № 3 до прежней конечной станции 11-го маршрута у проходной депо на Безымянной доезжают 1-2 вагона в час, остальные разворачиваются на первоначальном кольце у геологического колледжа.
2003 год
Маршрут № 3А отменён.
№ 11 — «Политехникум СГУ — ул. Радищева» (по Кутякова) и № 12 — «Ул. Осипова — ул. Радищева» (по Б. Горной) по трассам до 1997 года.
Закрытая ветка до депо № 3 используется для служебного подвоза и летнего дачного маршрута (Улица Осипова — Безымянная улица)
2006 год
На действующих линиях организованы экспериментальные маршруты:
№ 3/10 «6-я Дачная — Октябрьский пос.»
№ 3/12 «6-я Дачная — ул. Осипова»
В этом же году их закрыли
2007 год
Окончательно закрыта (демонтирована в 2010) линия по Рижскому проезду и Безымянной улице от улицы Антонова до депо № 3.
2008 год
Горэлектротранс, выиграв в суде иск на сумму 150 млн руб. компенсаций за перевозки льготников, после 12-летнего перерыва закупил новые трамвайные вагоны — 22 единицы 71-619КТ и 1 вагон 71-619А. Вагоны сцеплены в СМЕ и обслуживают маршрут № 3.
2010 год
Маршрут № 12 продлён: № 12 «Улица Радищева — Политехникум СГУ» (по Б. Горной).
2011 год
5 сентября в связи с капитальным ремонтом дорожного полотна, закрыт участок линии по Большой Горной от Астраханской до Горького. С закрытием линии временно закрыт маршрут № 12.
В октябре трамвайные пути на Б. Горной демонтированы, маршрут № 12 отменён окончательно.
2012 год
- 1 мая запущен пробный маршрут под № 8—9, соединяющий Комсомольский посёлок с Мирным переулком. В экспериментальном режиме курсировало 2 вагона, приблизительный интервал движения — около 1 часа.
- 1 июня № 8—9 — отменён.
- с 29 сентября по 1 октября и с 6 по 8 октября временно закрыт маршрут № 10 в связи с заменой полотна на участке «2-я Садовая, 2-й Детский проезд, улица Клочкова, 4-я Беговая улица, Б. Садовая, 1-я Беговая, Новоузенская, Б. Садовая».

2013 год
1 июня закрыта линия, проходящая по улицам Кутякова, Горького, Б. Горной, Радищева, Кутякова (до Астраханской). Маршрут № 11 изменён: № 11 «Геологический колледж (6 квартал) — Октябрьский пос.».
20 августа маршрут № 11 сокращён до Мирного переулка: № 11 «Геологический колледж (6 квартал) — Мирный переулок».
2016 год
В октябре начали поступать из Москвы б/у вагоны КТМ-8КМ, которых пришло 23 единицы. В конечном итоге 6 вагонов доведены до рабочего состояния в Кировском депо, 1 — в Заводском, остальные списаны и разобраны на запчасти. Некоторые вагоны КТМ-5 работают на «безболтовых» тележках.
2018 год
- На вагоне 1273 модели КТМ-5 проходят испытания полупантографа.
- Летом введена безналичная оплата проезда. Безналичный тариф 21 рубль (наличными 23 рубля).

2019 год
15 марта на перегоне «Б. Садовая — Кладбище» произошло возгорание в вагоне КТМ-19КТ № 1014 (СМЕ 1014+1016), вагон выгорел, жертв не было, вагон 1016 удалось отцепить и отогнать. Это первая потеря вагона КТМ-19 в хозяйстве.

#### 2020-е годы
В 2020 году положение с электротранспортом не улучшается.
- На период ограничительных мероприятий по COVID-19 прекращён выпуск СМЕ и заметно снизилась выручка предприятия[85].
- К августу средства на модернизацию трамвайной линии маршрута № 3 не выделены.
- Из-за дефицита кадров и исправного подвижного состава на трамвайных маршрутах 2, 4, 5, 7 выпуск сокращён до одного вагона, уменьшается выпуск и на 11-й маршрут.
- В начале июня объявлена «итальянская» забастовка. Некоторые водители отказываются выезжать на маршрут на машинах, не отвечающих полностью правилам технической эксплуатации. Среди требований забастовщиков[86]:
  - повышение заработной платы,
  - закрытие дублёров маршрутов электротранспорта,
  - включение в оплату труда водителей зарплаты кондуктора, потому что кондукторов на предприятии практически не осталось, и водители вынуждены собирать плату за проезд с пассажиров,
  - работа на технически исправном подвижном составе,
  - отмена посадки пассажиров через переднюю дверь
- В июне для изучения проблемы были созданы депутатские, экспертные и общественные комиссии, однако это ситуацию никак не изменило.
- 31 октября на линию вышел модернизированный вагон 1318: на тележки от вагона КТМ-5 установлен новый кузов с электроборудованием, построенный в Екатеринбурге на НПП «Горизонт»[87]. Документально это оформляется как капитально-восстановительный ремонт с модернизацией[88]. Покупка кузова частично профинансирована «Сбербанком» и вагон оклеен в его фирменном стиле[89].
- 14 ноября на перегоне «Мирный переулок — ул. Астраханская» по ул. Вавилова произошло возгорание вагона КТМ-19КТ № 1023 (СМЕ 1021+1023), вагон сгорел, жертв не было[90]. Это уже вторая потеря вагона КТМ-19 в хозяйстве.
- 25 марта 2021 года в Саратов в Заводское депо прибыли первые 4 вагона из партии в 30 единиц модернизатов Tatra T3 из Москвы[91]. Вагоны подготавливаются к эксплуатации[92]. Для них разработана специальная жёлтая окраска с чёрными силуэтными изоборажениями саратовской символики[93].

## Реконструкция линий в 2023—... годах

### Планы
На 2015 год была намечена программа по проектированию скоростного внеуличного рельсового транспорта (СТ — скоростной трамвай). Первая очередь свяжет заводской и ленинский районы — маршрут 3+9 и пос. Октябрьский с пос. Солнечный — маршрут 10+11. Планировалось, что первый скоростной трамвай выйдет на линию не ранее 2020 года.
В 2019 году возобновились разговоры о скоростном трамвае, но уже без объединения маршрутов. Выделены средства и 28 июля объявлен конкурс на проектирование реконструкции в скоростную линии 3 маршрута, относительно подвижного состава говорилось о закупках сочленённых вагонов типа «Богатырь».

### Реализация
- 25 мая 2023 года началось строительство скоростной линии трамвая по маршруту № 9 с остановкой движения маршрута[95][96].
- 7 июля 2023 года на реконструкцию закрыт трамвайный маршрут № 6[97].
- 15 июля закрыт на реконструкцию и маршрут № 8[98].
- 14 августа закрыт маршрут № 4, 15 августа — № 10[99], 10 октября — № 5[100]. Эти маршруты закрыты в связи с тем, что имеют общие участки с реконструируемыми. Осенью 2023 года на закрытом маршруте № 4 начали разворовывать контактную сеть[101].
- В январе 2024 года договор с подрядчиком ООО «Фракджет-строй», занимавшимся реконструкцией маршрута № 9, расторгнут[102]. Подрядчик обратился в суд[103].
- С 1 апреля 2024 года для производства 3-го этапа реконструкции трамвайного маршрута № 8 были остановлены маршруты №№ 2 и 7[104][105].
- 17 декабря 2024 был успешно проведен пробный пуск «Львенка» по небольшому участку реконструированных путей между Заводским трамвайным депо и конечной маршрута № 9 «1-й Просяной проезд»[106].
- 10 марта 2025 года для реконструкции закрыт трамвайный маршрут № 3[107]. Таким образом, в городе действовал единственный трамвайный маршрут № 11.
- к апрелю 2025 года на не подвергаемых реконструкции, но закрытых в связи с ней маршрутах №№ 2 и 4 на значительном протяжении разворован медный контактный провод и повреждены конструкции для его подвеса[108].
- 2 апреля 2025 года опубликовано техническое задание и объявлен конкурс на проектирование реконструкции линии трамвайного маршрута № 11[109].
- 1 мая 2025 года открыто движение по маршрутам №№ 8, 9 и 10[110]. Трамвай № 9 будет ходить до Детского парка. Через Мирный переулок трамвай будет разворачиваться после завершения реконструкции участка в рамках модернизации маршрута № 3.[111]

## Аварийные остановки трамвайного движения

### В 2010 году

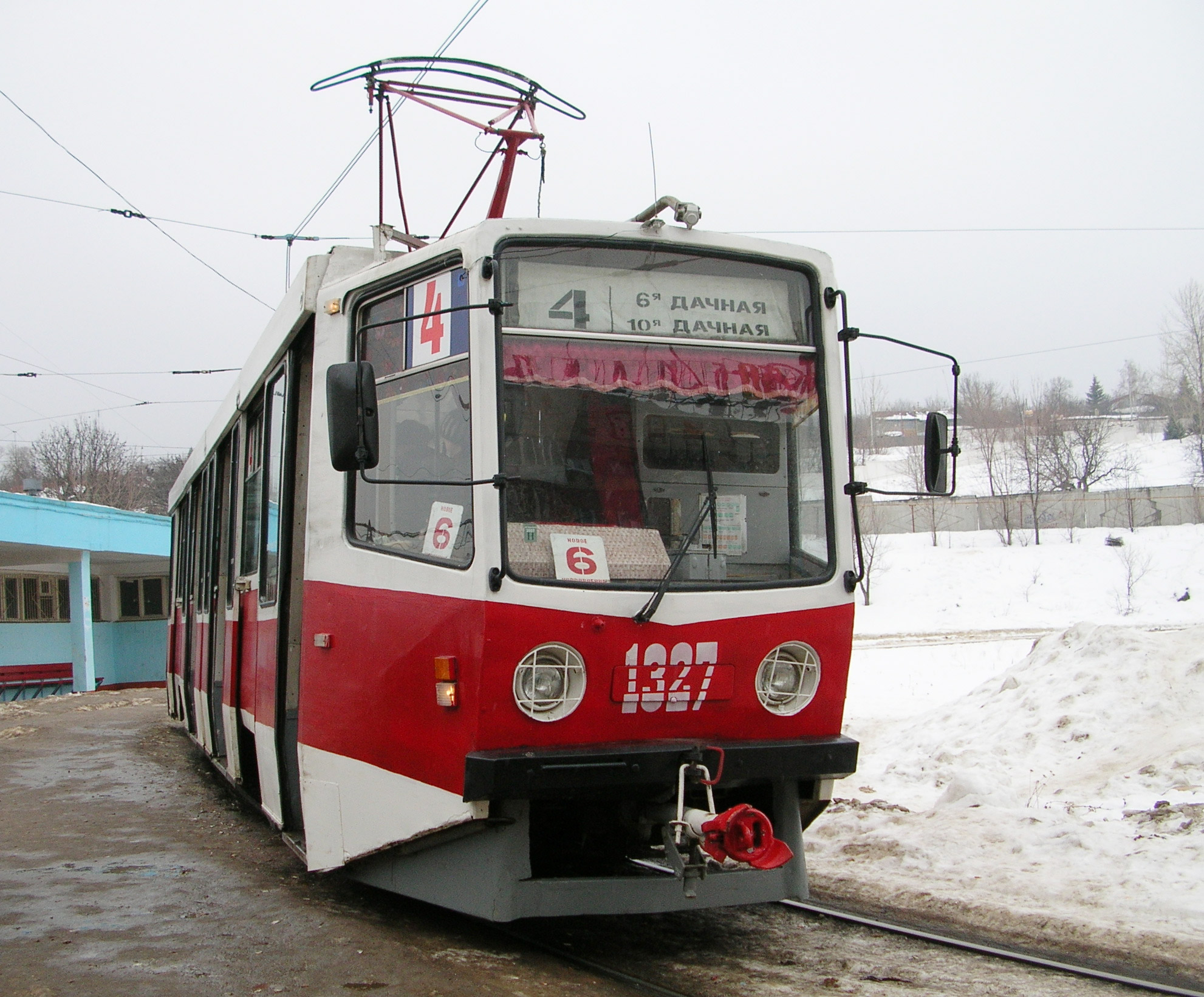
Трамвай на конечной маршрута № 6

22 февраля 2010 года из-за неблагоприятных метеоусловий и несвоевременной работы по очистке трамвайных путей остановилась работа всех без исключения маршрутов саратовского трамвая. К 10 марта (через 17 дней) работа всех маршрутов восстановлена (кроме движения по Б. Горной ул. от Горького до Астраханской). Маршруты № 11 и 12 ходят по улице Кутякова.
Хронология развития событий:
- 22 февраля прошёл дождь, температура около 0 градусов. Из-за обледенения вечером и ночью сломалось множество деревьев и веток, которые повредили трамвайные провода. К вечеру всё трамвайное движение остановилось.
- 23 февраля начался снег, который закончился 24 февраля. Трамвайные пути засыпало, снег лёг на воду от дождя и от понижения температуры его стало крайне сложно убрать с путей. Трамвайного движения нет[112].
- 25 февраля. Были расчищены пути, убраны сломанные ветки и отремонтирована контактная сеть трамвайных маршрутов 3 в полном объёме и 12 (который следует по улице Кутякова). Маршруты работают нестабильно из-за частых ДТП на путях[113]. Вечером того же дня на пути следования трамвая № 3 на Гвардейской произошёл прорыв теплотрассы, в результате чего один состав вмёрз в лёд. Движение маршрута было остановлено до утра. Освободить состав удалось лишь к утру 26 февраля.
- 26 февраля вечером должен был быть запущен трамвайный маршрут № 9, но этого не случилось.
- 1 марта. Председатель городского комитета по промышленности, энергетике, транспорту, связи и топливу Николай Никитин заявил, что все трамваи № 3, 9, 10, 11 и 12 вышли на линии. В течение дня обещают запустить маршруты № 4 и 8[114][115]. В это же день возникли сложности с работой трамвая 11, так как на его путях застряла фура[116].
- 2 марта заработал маршрут № 8. Саратовгорэлектротранс обещает подать в суд на владельца фуры, из-за которой накануне не работал маршрут № 11. Таким образом работают маршруты № 3, 8, 9, 10, 11, 12. Расчищаются № 2, 4, 6 и 7[117].
- 3 марта. По словам заместителя директора МУПП «Саратовгорэлектротранс» Павла Кузнецова, ведётся расчистка трамвайного маршрута № 4. К 5 марта обещают запустить все трамвайные маршруты[118].
- 4 марта. Заработал маршрут № 4. Следующий к пуску — маршрут № 2, который как заявляется, заработает сегодня к вечеру. Остаются нерасчищенными маршруты № 2, 5, 6, 7[119].
- 7 марта. Запущены маршруты № 2 и 7. Продолжается работа по расчистке маршрутов № 5 и 6. По маршруту 6 трамваи ходят в челночном режиме от конечной Школа № 52 — Стрелка.
- 10 марта. Объявлено о работе всех маршрутов. Накануне вечером был расчищен маршрут № 6, который теперь работает без ограничений. Б. Горная ул. остаётся покрытой замёрзшим снегом[120].

Остановка трамвайного движения в 2010 году

### В 2019 году
С конца декабря 2018 наблюдались необычайно высокие единовременные уровни осадков, за несколько дней выпало почти две месячные нормы, мокрый снег налипал на деревья, которые рушились на пути, обрывая контактную сеть и повреждая опоры. Сценарий 2010 года не повторился, поскольку не случилось оттепели и замерзания стрелок, но движение трамвая было серьёзно осложнено. В частности, в Заводском районе с 27 декабря прекратилась работа маршрута № 5.
В январе 2019 года за первые 2 недели выпало 105 % месячной нормы, что ситуации не улучшило. Несмотря на крайнее напряжение сил по расчистке путей, вечером 24 января сильная метель полностью остановила трамвайное движение, утром 25-го января ни один трамвайный маршрут не работал.
25 и 26 января велась расчистка путей 3 маршрута трактором и снегочистами, застигнутые метелью вагоны были вызволены и отправлены в депо. Вечером 27 января 3 маршрут возобновил движение, ведётся расчистка 11 маршрута. 28 января 11 маршрут возобновил работу в полном объёме. К 1 февраля восстановлена работа 9, 10, 6, 8 маршрутов; 2, 4, 5, 7 маршруты по-прежнему не расчищены. Ко 2 февраля все трамвайные маршруты, кроме 5, были восстановлены. Маршрут 5 вновь заработал лишь 8 апреля, после более чем трёх месяцев остановки движения.

## Перспективы и неосуществлённые планы
Согласно схеме, которая висела в Ленинском депо в конце 1980-х, помимо постройки линии 5-го маршрута (которая была успешно сдана в 1990 году), планировались, но не были воплощены в жизнь:
- Продление 11-го трамвая от остановки 6-й квартал до ул. Тархова по ул. Лебедева-Кумача.
- Трамвайная линия от пр. 50 лет Октября по Технической ул. к ст. «Авангард», с учётом которой построен путепровод над железной дорогой в створе Технической улицы.

## Закрытые и демонтированные участки трамвайных линий
- 24 ноября 1934 года — Советская ул., ул. Радищева от ул. Чапаева до Московской ул. Линия демонтирована весной 1935[47]. До закрытия ходил трамвай № 11
- Март 1941 года ул. Чернышевского от 2-й Садовой ул. до Московской ул. длиной в 3,5 км. Закрыт и позже (в 1958 году) заменён троллейбусом № 4. Линия демонтирована в течение первой послевоенной пятилетки, рельсы использованы для ремонта других участков[58]. До закрытия ходил трамвай № 3
- 1 июня 1952 года (поэтапно с 1 июня до 30 декабря) — ул. Ленина (Московская) от Железнодорожного вокзала до Музейной пл (перенесена на ул. Цыганскую (Кутякова) и Челюскинцев). Заменён троллейбусом № 1. До закрытия ходили маршруты № 1, 6, 7, 13, 14.
- 17 августа 1953 года — Площадь и проспект Кирова, Волжская ул., Октябрьская ул., наб. Космонавтов от Мирного пер. до Бабушкина взвоза (к/ст «Волга»). Заменён в 1954 году троллейбусом № 2. До закрытия ходили трамваи № 6.
- 10 августа 1955 года — Ул. Горького, Бахметьевская ул., ул. Рахова, Шелковичная ул., ул. Хользунова от к/ст «ул. Ленина» до 2-й Садовой ул. Заменён троллейбусом № 3. До закрытия ходил трамвай № 8.
- 1957 год — ул. Челюскинцев, оборотное кольцо ул. Чернышевского — ул. Ленина — Музейная пл., от ул. Чернышевского (туда), до ул. Рамаева (обратно). Взамен построено новое кольцо: ул. Чернышевского — ул. Севрина — ул. Рамаева. До закрытия ходили трамваи № 1, 11, 14.
- 28 августа 1958 года — Рабочая ул. (движение перенесено на Пушкинский пер. (ул. Слонова)). До закрытия ходили трамваи № 9, 10
- 1 июля 1964 года — Астраханская ул. от ул. Слонова до к/ст «Саратов-2». Закрыт в связи с ремонтом дорожного полотна, заменён троллейбусом № 3 (продление). До закрытия ходил маршрут № 11
- 1 сентября 1969 года — Б. Горная ул., Вознесенская ул., Б. Горная ул., от ул. Радищева до ул. Хвесина. Закрыт в связи с постройкой моста через Глебучев овраг и с полным списанием вагонов модели «Х» . До закрытия ходил маршрут № 13.
- 31 декабря 1972 года — ул. Челюскинцев от ул. Чернышевского до ул. Мичурина. Закрыт в связи с постройкой троллейбусной линии до Глебучева оврага. До закрытия ходили вагоны маршрут трамваев № 1
- 24 февраля 1988 года — ул. Челюскинцев от ул. Радищева до ул. Мичурина. Закрыт из-за реконструкции ул. Челюскинцев. До закрытия ходил трамвай № 1.
- 1 сентября 1997 года — ул. Чапаева, ул. Серова, 2-я Садовая ул., ул. Чернышевского, ул. и пл. Орджоникидзе. Заменён троллейбусом № 15. До закрытия ходили трамваи № 1, 15.
- Сентябрь 1997 года — ул. Кутякова от к/ст «Ж/д вокзал» до Астраханской. Однопутная часть линии от Астраханской до С. Разина стала служебной. До закрытия ходил трамвай № 15.
- 2010 год — Рижский проезд, Безымянная ул. от ул. Антонова до депо № 3 (Ленинского).
- 5 сентября 2011 года — Б. Горная ул. между Астраханской и Горького. Закрыт в связи с проведением работ по капитальному ремонту дорожного полотна на Б. Горной ул. До закрытия ходил маршрут № 12[125].
- 1 июня 2013 года — ул. Кутякова, кольцо: ул. Горького — Б. Горная ул. — ул. Радищева, к востоку от Астраханской. До закрытия ходил маршрут № 11[126].
- Ликвидированы также рельсы служебной ветки (прежде маршрут к Товарной станции) по Советской от Чапаева до Мирного переулка.

## Комментарии
1. ↑  Ранее — Московская площадь между Астраханской и Казарменной (Университетской) по обе стороны Московской (Ленинской) улицы, впоследствии застроенная с одной стороны Университетом и с другой — пограншколой НКВД. Трамвайная остановка находилась на углу Московской и Астраханской.